# Rote Raben Vilsbiburg
Rote Raben Vilsbiburg ist ein Volleyballverein aus Vilsbiburg, Bayern, dessen erste Frauenmannschaft in der Bundesliga spielte. 2008 und 2010 wurden sie Deutscher Meister sowie in den Jahren 2009 und 2014 DVV-Pokalsieger. Aus finanziellen Gründen zogen sich die Roten Raben nach der Saison 2023/24 aus der Bundesliga zurück.

## Bundesliga-Team
Der Kader für die Saison 2023/2024 bestand aus folgenden Spielerinnen:
| Name                | Nr. | Nation             | Größe  | Geburtsdatum  | Position | im Verein seit |
| ------------------- | --- | ------------------ | ------ | ------------- | -------- | -------------- |
| Sina Bauer          | 7   | Deutschland        | 1,71 m | 17. Juni 2005 | L        | 2020           |
| Laura Bergmann      | 5   | Deutschland        | 1,87 m | 29. Juli 2004 | MB       | 2022           |
| Serena Bruin        | 15  | Vereinigte Staaten | 1,88 m | 24. Feb. 1998 | MB       | 2023           |
| Kim Klein Lankhorst | 4   | Niederlande        | 1,78 m | 5. Juli 2002  | Z        | 2023           |
| Hannah Kohn         | 12  | Deutschland        | 1,82 m | 18. Juni 2003 | Z        | 2023           |
| Cayetana López Rey  | 11  | Spanien            | 1,84 m | 17. Juni 2005 | AA       | 2022           |
| Pauline Martin      | 8   | Belgien            | 1,85 m | 4. Sep. 2002  | D        | 2023           |
| Patricia Nestler    | 1   | Deutschland        | 1,70 m | 17. Mai 2001  | L        | 2023           |
| Monika Šalkutė      | 6   | Litauen            | 1,86 m | 3. Mai 1993   | AA       | 2023           |
| Yeisy Soto          | 2   | Kolumbien          | 1,84 m | 7. Apr. 1996  | MB       | 2022           |
| Anna Spanou         | 3   | Griechenland       | 1,87 m | 18. Nov. 1995 | AA       | 2023           |
| Britte Stutt        | 9   | Niederlande        | 1,98 m | 11. Jan. 2003 | MB       | 2022           |
| Alondra Vazquez     | 14  | Puerto Rico        | 1,80 m | 16. Aug. 2000 | AA       | 2022           |

Positionen: AA = Annahme/Außen, D = Diagonal, L = Libero, MB = Mittelblock, Z = Zuspiel
Alberto Chaparro ist seit Februar 2024 Cheftrainer für den entlassenen Juan Garcia Diaz. Ihre Assistenten sind Oscar Feglia und Alejandro Terrerro Barranco. Für die medizinische Betreuung sind die Ärzte Karl-Heinz Attenberger, Ludwig Kohn, Rüdiger Meesters und Veronika Spitzlberger sowie die Physiotherapeuten Nicole Fröhlich und Elena Stelter zuständig.

## Geschichte
Männliche Jugendliche gründeten am 2. Oktober 1971 unter der Leitung von Ekkehard Wetzel eine Volleyball-Abteilung  beim TSV Vilsbiburg, die zunächst noch „Turnspiele“ genannt wurde. Elmar Stoffler war der erste Abteilungsleiter. Wipp Hufnagl förderte den Volleyball an der örtlichen Realschule. 1972 entstand die erste Frauenmannschaft, die mit dem Trainer Klaus Deinböck und einheimischen Spielerinnen mehrere Aufstiege schaffte und 1976 die zweite Bundesliga erreichte. 1981 gelang den Frauen mit Trainer Wolfgang Schellinger der Aufstieg in die erste Bundesliga. Der Verein verpflichtete nun erstmals ausländische Spielerinnen und den tschechoslowakischen Trainer Beppo Stolarik. 1987 wurde die Volleyball-Abteilung aus dem Hauptverein in den eigenen Verein VSV Vilsbiburg übertragen.
1990 stieg Vilsbiburg aus der Bundesliga ab. Wegen finanzieller Probleme zog sich der Verein 1992 in die Bezirksliga zurück. 1995 übernahm
Klaus-Peter Jung-Kronseder das Management des Vereins. Er verstärkte die Mannschaft unter anderem mit Vera Bondar und verpflichtete den Trainer Milos Zika. Außerdem sorgte er für eine bessere Nachwuchsförderung. 1998 bekam der Verein den Namen Rote Raben Vilsbiburg, nachdem der Grafikdesigner Stefan Hulbe das Konzept entwickelt hatte. Ein Jahr später kehrte Vilsbiburg in die Bundesliga zurück und der Fanclub „Rabenpower“ wurde gegründet. Nach einem weiteren Jahr in der zweiten Liga gelang 2001 der sofortige Wiederaufstieg. Im gleichen Jahr entstand die GmbH für den Bundesliga-Betrieb.
Mit Trainer Mike Schöps und Katja Wühler gelangte Vilsbiburg in die Spitzengruppe der Bundesliga. In der Saison 2004/05 wurde Vilsbiburg erstmals Vizemeister. Diesen Erfolg wiederholten sie in der folgenden Saison, als sie hinter dem Schweriner SC erneut den zweiten Platz belegten. Im DVV-Pokal 2004/05 erreichten die Roten Raben das Halbfinale gegen Bayer Leverkusen. Ein Jahr später mussten sie sich in der gleichen Runde dem Schweriner SC geschlagen geben. Die Saison 2006/07 verlief mit dem sechsten Platz in der Bundesliga und der Achtelfinal-Niederlage im DVV-Pokal weniger erfolgreich.
Mit dem argentinischen Trainer Guillermo Gallardo wurde Vilsbiburg 2008 erstmals deutscher Meister. Im DVV-Pokal musste sich die Mannschaft im Halbfinale dem späteren Pokalsieger VfB 91 Suhl mit 2:3 geschlagen geben. 2009 erreichte sie dann das Endspiel und gewann mit einem 3:2-Sieg gegen den Dresdner SC zum ersten Mal den DVV-Pokal. In der Bundesliga belegte der Titelverteidiger den zweiten Platz hinter Schwerin. Außerdem waren die Roten Raben erstmals international aktiv und erreichte mit Siegen gegen Asterix Kieldrecht, Jinestra Odessa und VC Kanti Schaffhausen gleich das Final Four im CEV-Pokal, das sie auf dem vierten Platz abschlossen. In der Bundesliga-Saison 2009/10 wurde Vilsbiburg vor den punktgleichen Wiesbadenerinnen zum zweiten Mal deutscher Meister. Die Titelverteidigung im DVV-Pokal verpasste das Team durch eine Niederlage im Halbfinale gegen Suhl. Im Challenge Cup mussten sich die Bayern dem belgischen Kontrahenten Asterix Kieldrecht im Achtelfinale geschlagen geben.
In der folgenden Europapokal-Saison spielten sie im CEV-Pokal. Nach einer erfolgreichen ersten Runde gegen Știința Bacău verloren sie im Achtelfinale den Golden Set gegen Valeriano Alles Menorca. Auf nationaler Ebene erreichten sie das Halbfinale der Bundesliga-Playoffs und das Viertelfinale im DVV-Pokal. In der Bundesliga-Saison 2011/12 unterlag Vilsbiburg erneut im Halbfinale dem Schweriner SC. Das gleiche Duell gab es im Pokalfinale, das die Roten Raben mit 1:3 verloren. Im CEV-Pokal besiegten sie zunächst den ukrainischen Verein Chimik Juschne und unterlagen dann VK Dynamo Krasnodar im Golden Set mit 14:16. 2012/13 kam Vilsbiburg jeweils ins Halbfinale der Bundesliga (gegen Dresden) und des DVV-Pokals (gegen Schwerin). Außerdem spielten sie erneut im CEV-Pokal; dort gewannen sie gegen den albanischen Meister Minatori Rrëshen und verloren im Golden Set des Achtelfinales gegen Azerrail Baku.
In der Bundesliga-Saison 2013/14 erreichte Vilsbiburg das Playoff-Finale, in dem sich Dresden nach drei Spielen durchsetzte. Erfolgreicher verlief das Endspiel im DVV-Pokal, das die Roten Raben im Gerry-Weber-Stadion mit 3:0 gegen die VolleyStars Thüringen gewannen. Zum dritten Mal in Folge nahmen sie am CEV-Pokal teil. Nach einer erfolgreichen ersten Runde gegen ZOK Jedinstvo Brčko aus Bosnien reichte ein 3:2-Heimsieg im Achtelfinale gegen den finnischen Konkurrenten LP Salo nicht zum Weiterkommen. Die Saison 2014/15 verlief für die Roten Raben schlechter. Sie mussten als Achter der Hauptrunde erst die Pre-Play-offs absolvieren und unterlagen Dresden im Viertelfinale. Im DVV-Pokal schieden sie im Halbfinale bei den Ladies in Black Aachen aus. Ein Jahr später kamen sie als Bundesliga-Sechster ins Playoff-Viertelfinale, das sie gegen Allianz MTV Stuttgart verloren. Demselben Gegner unterlagen sie im Pokal-Achtelfinale. Das Duell gab es auch im Halbfinale des DVV-Pokals 2016/17 und wieder setzte sich Stuttgart durch.

## Weitere Mannschaften
Die zweite Frauenmannschaft der Roten Raben spielt in der Zweiten Liga Süd. Hier kommen viele junge Talente zum Einsatz. Die weiteren drei Frauenmannschaften sind in der Bezirksliga, in der Bezirksklasse und in der Kreisliga vertreten. Seit 2007 gibt es eine Männermannschaft, die aktuell in der Landesliga spielt. Im Jahr 2019 wurde eine zweite Herrenmannschaft zum Spielbetrieb angemeldet. Außerdem gehen die Roten Raben mit fünf Jugendmannschaften an den Start.